# Jorge García Ahumada
Jorge Patricio García Ahumada (Viña del Mar, 10 de febrero de 1961), conocido popularmente como "Chicho" García, es un Exfutbolista y actual director técnico chileno.

## Trayectoria

### Como futbolista
Desde muy joven demostró su interés por el fútbol, comenzó exhibiendo su habilidad por el balón en el club amateur Deportivo San Antonio de Viña del Mar. Posteriormente se unió a Everton pero curiosamente debutó en Santiago Wanderers en 1976 bajo el mando del DT Alfredo “Tanque” Rojas, con apenas 15 años. En 1978, “Chicho” logró ser campeón en segunda división con ese mismo equipo. Luego, en 1981, García llegó a Everton donde junto al DT Fernando Riera logra la Copa Chile de 1984.
Sin duda lo peor que vivió García como jugador fue cuando, defendiendo los colores de Everton, le fracturaron el tobillo derecho, dejándolo fuera de la convocatoria para el Mundial de España y con dos años sin jugar.
Sin embargo en 1985 García vive un segundo aire y llega a Cobreloa el 85, y es aquí donde el volante tiene su gran revancha, ya que junto a los loínos se consagra campeón en 1985 y 1988.

### Como director técnico
De ahí en adelante, y debido a su lesión en el tobillo, García no volvió a jugar profesionalmente. Pero son Pedro Morales y Hernán Gárate, quienes advierten en él sus condiciones naturales para enseñar. En 1993 comienza a hacer los cursos para convertirse en Director Técnico Profesional y en 1997 se recibe como uno de los mejores de su generación.
Desde que comienza con sus cursos de técnico, dirigió en Concón National (club de 3° división), y en distintas escuelas de fútbol, donde destaca el Club San Antonio, y logra crear en el año 1996 la Academia de Fútbol J. Chicho García.
Su carrera como DT comenzó a ser fuertemente reconocida, y es así como llega a dirigir las inferiores de Everton de Viña del Mar, donde más adelante se convertiría en Jefe Técnico del Fútbol Joven y donde lograría sentarse en la banca del Plantel de Honor por primera vez el año 2001 como Técnico Interino, cargo que tuvo que ocupar nuevamente el año 2006.
El año 2008, luego de dejar Everton, tuvo un breve paso por la Jefatura Técnica de las cadetes de San Luis de Quillota. Ese mismo año comienza a integrar el equipo de la Casa del Deporte en Viña del Mar, al mismo tiempo que comienza a trabajar en sus propios proyectos, a lo que pocos años después se sumaría la dirigencia de la Selección de Fútbol Masculino de la Universidad Santo Tomás, y Universidad Viña del Mar.
En diciembre de 2012 llegó al cuadro de Cobreloa como ayudante técnico de Marco Antonio Figueroa, con los objetivos de clasificar a un torneo internacional y buscar protagonismo en la competencia local durante el 2013. Sin embargo, en junio, debido a problemas internos entre Figueroa y la dirigencia por los jugadores Luciano Palos y Sebastián Rocco, éste es cesado de su cargo y García asume de forma interina para disputar la Copa Chile. El no haber encontrado un reemplazante por parte del directorio loino significó la confirmación del Chicho como DT. El 20 de febrero de 2014, es desvinculado de la Banca Técnica del cuadro "loíno", producto de una cláusula que indicaba que al término de la séptima fecha debía estar como mínimo en lugar 7º, lo cual al momento no de terminar dicha no ocurrió, pues estaba octavo.

## Clubes

### Como futbolista
| Club               | País  | Año       |
| ------------------ | ----- | --------- |
| Santiago Wanderers | Chile | 1976-1980 |
| Everton            | Chile | 1981-1984 |
| Cobreloa           | Chile | 1985-1990 |
| Santiago Wanderers | Chile | 1991      |

### Como interino
| Club    | País  | Año       |
| ------- | ----- | --------- |
| Everton | Chile | 2001-2002 |
| Everton | Chile | 2006      |

### Como director técnico
| Equipo                    | Temporada           | Liga | Liga | Liga | Liga |    | Copa | Copa | Copa | Copa |   | Internacional | Internacional | Internacional | Internacional |    | Totales | Totales     | Totales | Totales | Totales | Totales | Totales | Totales |
| Equipo                    | Temporada           | PD   | G    | E    | P    | PD | G    | E    | P    | PD   | G | E             | P             | PD            | G             | E  | P       | Rendimiento | GF      | GC      | Dif.    |         |         |         |
| ------------------------- | ------------------- | ---- | ---- | ---- | ---- | -- | ---- | ---- | ---- | ---- | - | ------------- | ------------- | ------------- | ------------- | -- | ------- | ----------- | ------- | ------- | ------- | ------- | ------- | ------- |
| Everton · Chile           | 2007-A              | 4    | 1    | 3    | 0    | -  | -    | -    | -    | -    | - | -             | -             | 4             | 1             | 3  | 0       | 50%         | 7       | 5       | +2      |         |         |         |
| Everton · Chile           | 2007-C              | 9    | 0    | 3    | 6    | -  | -    | -    | -    | -    | - | -             | -             | 9             | 0             | 3  | 6       | 11.11%      | 5       | 13      | -8      |         |         |         |
| Everton · Chile           | Total               | 30   | 6    | 13   | 11   | -  | -    | -    | -    | -    | - | -             | -             | 30            | 6             | 13 | 11      | 34.44%      | 37      | 43      | -6      |         |         |         |
| Cobreloa · Chile          | 2013-A              | 17   | 6    | 5    | 6    | 8  | 4    | 4    | 0    | 4    | 1 | 3             | 0             | 29            | 11            | 12 | 6       | 51.72%      | 34      | 25      | +9      |         |         |         |
| Cobreloa · Chile          | 2014-C              | 7    | 2    | 3    | 2    | -  | -    | -    | -    | -    | - | -             | -             | 7             | 2             | 3  | 2       | 42.86%      | 10      | 8       | +2      |         |         |         |
| Cobreloa · Chile          | Total               | 24   | 8    | 8    | 8    | 8  | 4    | 4    | 0    | 4    | 1 | 3             | 0             | 36            | 13            | 15 | 8       | 50%         | 44      | 33      | +11     |         |         |         |
| San Antonio Unido · Chile | 2015-16             | 17   | 8    | 6    | 3    | -  | -    | -    | -    | -    | - | -             | -             | 17            | 8             | 6  | 3       | 58.82%      | 23      | 15      | +8      |         |         |         |
| San Antonio Unido · Chile | Total               | 17   | 8    | 6    | 3    | -  | -    | -    | -    | -    | - | -             | -             | 17            | 8             | 6  | 3       | 58.82%      | 23      | 15      | +8      |         |         |         |
| Total de su carrera       | Total de su carrera | 71   | 22   | 27   | 22   | 8  | 4    | 4    | 0    | 4    | 1 | 3             | 0             | 83            | 27            | 34 | 22      | 46.18%      | 104     | 91      | +13     |         |         |         |
| 1. 2.                     |                     |      |      |      |      |    |      |      |      |      |   |               |               |               |               |    |         |             |         |         |         |         |         |         |